# Elisha Otis
Pour les articles homonymes, voir Otis.
Elisha Graves Otis (Halifax, 3 août 1811-8 avril 1861) est un inventeur américain et entrepreneur, américain, fondateur d'Otis Elevator Company.

## Biographie
Il est le fils de Stephen Otis et Phoebe Glynn. En 1834, il se marie avec Susan Houghton.
Il met au point des outils de minoterie, puis de scierie et de fabrication de sommier métallique.
Il se rend célèbre en 1853, en inventant le « frein-parachute de sécurité », un système de frein de sécurité révolutionnaire empêchant la chute des ascenseurs en cas de rupture du câble, et en le démontrant de façon spectaculaire pendant l'Exposition universelle de 1853 : perché sur une plate-forme de levage bien au-dessus de la foule du Crystal Palace (en) de New York, il stupéfie l’assistance en ordonnant dramatiquement de couper avec une hache la seule corde de suspension de la plate-forme sur laquelle il se tient. La plate-forme chute de quelques centimètres, puis s’arrête. Il s'écrie alors « Sain et sauf, messieurs ! ».
Son dispositif ressemble à celui inventé en 1845 par Pierre-Joseph Fontaine qui mit au point un système parachute de sécurité pour les cabines des puits de mines.
Après ces débuts spectaculaires, il crée la compagnie Otis Elevator Company, qui est aujourd'hui une division de United Technologies et la plus grande société d'ascenseurs dans le monde. Otis vend ses premiers ascenseurs sécurisés en 1850[Quand ?].
Le premier ascenseur pour personnes est installé par Otis à New York en 1857. Après la mort d'Elisha Otis en 1861, ses fils Charles et Norton, s'appuyant sur son héritage, créent Otis Brothers & Co en 1867.
Son invention permit au public d'avoir confiance dans les ascenseurs, ce qui fut déterminant pour l'émergence des gratte-ciel.
Il décède le 8 avril 1861 à 49 ans à Yonkers dans l'état de New York d'une épidémie de diphtérie.